# Eravamo immortali
Eravamo immortali è il quarto romanzo dello scrittore torinese Marco Cassardo, pubblicato il 12 settembre 2023 da Mondadori, e vincitore del premio Mondello Opera Italiana e del SuperMondello 2024.

## Titolo
Il titolo del libro è esplicitamente ispirato ai Dialoghi con Leucò di Cesare Pavese, al dialogo numero nove intitolato I due, in cui Cesare Pavese immagina un colloquio tra Achille e Patroclo la sera prima degli eventi del XVI libro dell'Iliade. La citazione da cui è tratto il titolo costituisce l'esergo del romanzo.

## Struttura
Il romanzo è suddiviso in quattro parti e cinquanta capitoli. Le parti si intitolano Furore, Tormento, Orgoglio e Eclissi. I capitoli sono tutti costituiti da date specifiche che inquadrano subito il giorno e l'anno in cui si svolgono i fatti. Si comincia con il 23 aprile 1939 e si arriva sino al 10 luglio 2000. 

## Trama
Eravamo immortali comincia con la descrizione di una corsa ciclistica disputata il 23 aprile 1939. In quell’occasione vengono presentati i due personaggi principali, entrambi ciclisti: Aimon Ferdinando (detto Nando) e Stefano (detto Steu). Entrambi sono due giovani dei quartieri popolari di Torino. Nando viene da Borgata Vittoria e Steu da Barriera Nizza.
Eravamo immortali ripercorre sessant’anni di storia italiana attraverso gli occhi dei due protagonisti, Steu e Nando, un comunista e un fascista, divisi in tutto - idee politiche, professione, attitudine - ma uniti dall’amore per la bicicletta e dalla loro stessa amicizia. Il romanzo si apre nel 1939, quando i due si scontrano sulla salita di Superga in una gara ciclistica, battuti entrambi da un giovane Fausto Coppi, e si arriva fino al 2000, quando ai piedi della stessa salita Steu farà i conti con la vita che sta per finire.  
Nel corso della narrazione ritroviamo Steu e Nando nella ritirata di Russia, nella Resistenza (uno partigiano e l’altro repubblichino), nel dopoguerra e negli anni del Miracolo economico italiano, nelle lotte sindacali, nel ’68, negli anni di piombo fino a Mani Pulite. La loro è un’amicizia tra poli opposti, che parte dall’inimicizia ma via via si rafforza fondandosi sul fatto di vivere lo stesso tempo, gli stessi conflitti sociali, sull’essere stati giovani e poi adulti e poi anziani insieme. Eravamo immortali è ambientato a Torino. 
Il romanzo è stato scoperto da Alberto Rollo e ha ottenuto pareri unanimi dalla critica sui principali quotidiani nazionali.